# UCI World Cup

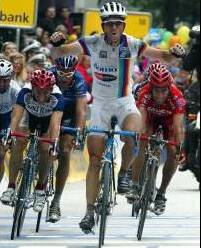
Johan Museeuw vinner HEW Cyclassics iklädd världscupsledartröjan 2002.

UCI World Cup, eller tydligare UCI Road World Cup (eftersom UCI senare introducerat världscuper i andra grenar), var en världscup i landsvägscykling som arrangerades av Union Cycliste Internationale (Internationella cykelförbundet, UCI) från 1989 som ersättning för den efter 1987 nerlagda inofficiella världscupen Super Prestige Pernod (SPP). UCI World Cup erstattes i sin tur av UCI ProTour 2005.
Till skillnad från SPP, som omfattade såväl endagslopp som etapplopp, bestod UCI World Cup endast av endagslopp - inledningsvis tolv till tretton stycken, från 1997 endast tio (att jämföra med SPP som sitt sista år bestod av 33 lopp). Inlednigsvis var ett eller två lopp tempolopp (Grand Prix de la Libération 1989-1991, Grand Prix de Lunel 1990 och Grand Prix des Nations 1991-1993), men från 1994 bestod världscupen enbart av endags linjelopp och, med undantag för kanadensiska Grand Prix des Amériques (1989-1992) och Japan Cup (1996), hölls alla loppen i Europa.
Anledningen till att SPP, som ju sponsrades av Pernod, lades ned var att alkoholsponsring av idrottsevenmang förbjöds i Frankrike på 1980-talet. UCI World Cup sponsrades i stället av mineralvattenproducenten Perrier. Detta har beskrivits som "det är ett för billigt skämt att säga att detta spädde ut tävlingen. Men efterträdaren, som sjösattes 1989, var en försvagad, koffeinfri version..." 
Från 1990 bar ledaren av UCI World Cup en speciell regnbågströja med vertikala regnbågsränder (till skillnad mot världsmästartröjorna vars "regnbåge" går horisontellt runt bröstet).
1998 instiftades även en världscup i landsvägscykling för damer, UCI Women Road World Cup vilken fortsatte fram till och med 2015.
Parallellt med den individuella cupen, fanns även en cup för cykelstallen.

## Ingående tävlingar
Nio tävlingar ingick alla sexton åren - dessa var:
- Milano-Sanremo
- Flandern runt
- Paris-Roubaix
- Liège-Bastogne-Liège
- Amstel Gold Race
- Clásica de San Sebastián
- Züri Metzgete
- Paris-Tours
- Lombardiet runt

Till dessa kan läggas ett tionde lopp i form av:
- Wincanton/Leeds/Rochester Classic de nio första åren (1989-1997), men detta lades sedan ner och ersattes 1998 av
- HEW Cyclassics som ingick de sju sista åren (1998-2004).

Därtill kommer lagtempoloppet
- Grand Prix de la Libération, tre år (1989-1991)

och de två individuella tempoloppen
- Grand Prix de Lunel, ett år (1990)
- Grand Prix des Nations, tre år (1991-1993)

samt
- Grand Prix des Amériques, fyra år (1989-1992)
- Rund um den Henninger Turm, ett år (1995)
- Japan Cup, ett år (1996)

## Resultat
| År   | Segrare            | Tvåa             | Trea                 | Fyra                 | Femma                | Sexa                 | Sjua                | Åtta                |
| ---- | ------------------ | ---------------- | -------------------- | -------------------- | -------------------- | -------------------- | ------------------- | ------------------- |
| 1989 | Sean Kelly         | Tony Rominger    | Rolf Sørensen        | Frans Maassen        | Steve Bauer          | Edwig Van Hooydonck  | Herman Frison       | Charly Mottet       |
| 1990 | Gianni Bugno       | Rudy Dhaenens    | Sean Kelly           | Franco Ballerini     | Gilles Delion        | Claudio Chiappucci   | Steve Bauer         | Thomas Wegmüller    |
| 1991 | Maurizio Fondriest | Laurent Jalabert | Rolf Sørensen        | Edwig Van Hooydonck  | Marc Madiot          | Frans Maassen        | Franco Ballerini    | Adri van der Poel   |
| 1992 | Olaf Ludwig        | Tony Rominger    | Davide Cassani       | Raúl Alcalá Gallegos | Laurent Jalabert     | Vjatjeslav Jekimov   | Claudio Chiappucci  | Johan Museeuw       |
| 1993 | Maurizio Fondriest | Johan Museeuw    | Maximilian Sciandri  | Alberto Volpi        | Claudio Chiappucci   | Giorgio Furlan       | Franco Ballerini    | Rolf Sørensen       |
| 1994 | Gianluca Bortolami | Johan Museeuw    | Andrei Tchmil        | Claudio Chiappucci   | Giorgio Furlan       | Lance Armstrong      | Gianni Bugno        | Erik Zabel          |
| 1995 | Johan Museeuw      | Andrei Tchmil    | Mauro Gianetti       | Michele Bartoli      | Fabio Baldato        | Gianni Bugno         | Maurizio Fondriest  | Maximilian Sciandri |
| 1996 | Johan Museeuw      | Andrea Ferrigato | Michele Bartoli      | Andrea Tafi          | Stefano Zanini       | Mauro Gianetti       | Lance Armstrong     | Fabio Baldato       |
| 1997 | Michele Bartoli    | Rolf Sørensen    | Andrea Tafi          | Davide Rebellin      | Laurent Jalabert     | Andrei Tchmil        | Maximilian Sciandri | Beat Zberg          |
| 1998 | Michele Bartoli    | Léon van Bon     | Andrea Tafi          | Stefano Zanini       | Francesco Casagrande | Michael Boogerd      | Andrei Tchmil       | Emmanuel Magnien    |
| 1999 | Andrei Tchmil      | Michael Boogerd  | Frank Vandenbroucke  | Peter Van Petegem    | Markus Zberg         | Johan Museeuw        | Paolo Bettini       | Zbigniew Spruch     |
| 2000 | Erik Zabel         | Andrei Tchmil    | Francesco Casagrande | Paolo Bettini        | Romans Vainsteins    | Óscar Freire         | Davide Rebellin     | Fabio Baldato       |
| 2001 | Erik Dekker        | Erik Zabel       | Romans Vainsteins    | Paolo Bettini        | Davide Rebellin      | Francesco Casagrande | Oscar Camenzind     | Gianluca Bortolami  |
| 2002 | Paolo Bettini      | Johan Museeuw    | Michele Bartoli      | Igor Astarloa        | Davide Rebellin      | Dario Frigo          | George Hincapie     | Peter Van Petegem   |
| 2003 | Paolo Bettini      | Michael Boogerd  | Peter Van Petegem    | Davide Rebellin      | Erik Zabel           | Danilo Di Luca       | Mirko Celestino     | Daniele Nardello    |
| 2004 | Paolo Bettini      | Davide Rebellin  | Óscar Freire         | Erik Dekker          | Juan Antonio Flecha  | Steffen Wesemann     | Peter Van Petegem   | Igor Astarloa       |

Not: Efter Sovjetunionens upplösning 1991 representerade Andrei Tchmil Moldavien 1992-1994 och Ukraina 1995-1997 innan han blev belgisk medborgare 1998.

## UCI World Cup i andra grenar än landsvägscykling[3]
- UCI Mountain Bike World Cup[4] (mountainbike), 1991 –
- UCI Mountain Bike Eliminator World Cup[4] (mountainbike)
- UCI Track Cycling World Cup (bancykling), 1993 – 2019/2020
- UCI Cyclo-cross World Cup[5] (cykelcross)
  - herrar 1993/1994 –
  - damer 2005/2006 –
  - U23 2004/2005 –
- UCI Trials World Cup[6] (cykeltrial)
  - herrar 2000 –
  - damer 2005 –
- UCI BMX Racing World Cup[7] (BMX), 2010 –
- UCI BMX Freestyle Park and Flatland World Cup[8] (BMX), 2016 –
- UCI Cycle-ball World Cup[9][10][11][12] (cykelboll) 2002 –
- UCI Para-cycling Road World Cup[13] (landsvägslopp för paracykel)
- UCI Artistic Cycling World Cup[9][14][15] (konstcykling), 2018 –